# Marçal Gols
Marçal Gols i Cavagliani (nacido en 1928, en Barcelona), hijo de Joan Gols y Soler, ha sido un director de orquesta y pedagogo español. 

## Biografía
Estudió primero en el seno de su familia (su abuelo Josep, su padre y su tío Xavier eran músicos). Cuando su familia se exilió a Caracas, continuó los estudios con Primo Casale en el Conservatorio Juan Manuel Olivares, dónde más tarde trabajaría como profesor. Reemplazó a su padre en la dirección de la Coral Catalana de Caracas y en la gestión del Instituto Montessori San Jorge. Por sus armonizaciones de canciones populares catalanas, ganó el premio Lluís Millet en los Juegos Florales de la Lengua Catalana de México, en 1957. 
En 1959 volvió a Cataluña, y al año siguiente se hizo cargo de la dirección de la Orquesta de Cámara de las Juventudes Musicales de Barcelona. Entre 1960 y 1964 estudió con Cristòfor Taltabull i Balaguer (contrapunto y fuga, especialmente) y dirección de orquesta con Sergiu Celibidache. Entre 1964 y 1978 dirigió la Orquesta Sinfónica de Las Palmas de Gran Canaria. 
En el año 1966 dirigió la grabación de la Missa de Glòria de Manuel Blanch y Puig, con el coro y la orquesta del Liceo y la Coral Sant Jordi. Dirigió la Orquesta Sinfónica de Córdoba (Argentina) y fue colaborador de los cursos de formación musical que la Unesco desarrollaba en América. En el periodo 1982-1988 fue el director del Conservatorio Superior Municipal de Música de Barcelona, y posteriormente se hizo cargo de la Escuela Internacional de Estudios Musicales (al menos, hasta el 1992).